# 胧村正
《胧村正》是一款由Vanillaware公司与MMV公司合力开发的动作角色扮演游戏。Wii平台版本于2009年4月9日在日本发售，同年9月8日在北美、11月27日在欧洲发售，其在日本第一周的销售量达到了日本游戏销售排行榜第一名。
在2012年9月19日召开的SCE conference中宣布在保留Wii版的全内容并增加全新制作的DLC等追加要素登陆PlayStation Vita平台，并在2013年3月28日发售。港版实体卡售价为388港币，PSN电子下载版售价为348港币，首批贩卖的赠品是内容为游戏BGM的CD。
2015年8月19日，《胧村正》的Wii版本在Wii U重新发布。

## 概要
游戏的制作是由开发了《公主皇冠》和《奥丁领域》的神谷盛治为首的Vanillaware团队担当。音乐也沿用了《奥丁领域》的传统，由崎元仁负责。
在Vanillaware所开发的游戏里，首次采用和风世界观作为背景，以手绘浮世绘绘卷风格的游戏氛围为特征，元祿年間日本本州島德川幕府将军纲吉施政的時代为背景，描绘出一个拥有两名主人公和各种各样妖刀及名刀的怪奇故事。
作品采用横板过关的方式展现，游戏中可以使用历史中实际存在名刀冠名的各种妖刀，解除封印在刀中的力量释放必杀技来和人、妖怪甚至神明进行战斗。

## 系统
游戏本篇可操作的角色有两人：年轻的逃忍‧鬼助；美浓国鸣神藩的公主‧百姬。故事开始时，百姬从江户的相模国出发，自东向西往京都的大和国行进，而鬼助的行进路线则正好相反，由京都的山城国出发向江户的武藏国行进。
两人初期均配备了三把日本刀作为武器，并以收集和锻制全部108把妖刀做为游戏的其中一个目的。每次可以同时装备的刀总数也是三把。
游戏中刀的种类分为2种，太刀和大太刀。太刀以敏捷作为其特征，攻击速度快且硬直小；而大太刀则以较高的攻击力伴随较慢的速度和较大的硬直以及攻击范围作为特征，同时大太刀还能拥有较长的滞空时间，并适合铲除聚集在一起的大量敌人。每把刀都拥有一个特殊的奥义作为必杀技。每当使用奥义或者利用刀进行格挡的时候，都会消耗刀自身的灵力槽，当灵力槽消耗殆尽时刀就会折断并对角色造成伤害，此时只有更换所使用的刀等待断刀的灵力恢复满之后才能继续使用，此时收集灵魂可以加快刀的恢复速度。
游戏的难度有3种：无双，修罗，以及死狂。无双模式提供自动格档的功能，适合初次接触动作游戏的玩家，修罗模式则没有自动格档的功能，玩家必须自己手动操作来抵挡来自敌人的攻击，适合对动作游戏有自信的玩家。死狂模式则是游戏中隐藏的最高难度模式，在该模式中玩家的HP不会根据等级的提升而增长，而是被强制锁定为1。

## 本篇人物

### 主角
鬼助（きすけ）
声 - 吉野裕行
作为逃忍而被追杀中的少年忍者，故事开始时失去了过去的记忆。曾在濒死时遇到胧流剑法大师胧夜千十的鬼魂，胧夜千十为传承其剑法以自己灵魂代价拯救了鬼助的性命。之后，鬼助在对妖刀的执念以及对虎姬的单恋驱使之下，开始了讨伐恶鬼恶灵的旅程。
百姫（ももひめ）
声 - 泽城美雪
美浓国鸣神藩主，镜见明良的末女。活泼调皮，年轻可爱，很受周围的人爱戴，原本应是柳生雪之丞的未婚妻，在雪之丞被浪人袭击时候替他挡了致命一剑后失踪。而浪人就是胧流剑豪饭纲阵九朗，之后阵九朗便占据了百姬的身体并踏上旅途寻找恢复原状的办法。

### 主要人物
饭纲阵九朗（いづな じんくろう）
声 - 中田让治
胧流剑豪。在对柳生雪之丞使用移魂之术时，被百姬干扰因而灵魂误入百姬的身体。此后就借助百姬的身体行动。
绀菊（こんぎく）
声 - 南央美
伏见的妖狐，因爱慕阵九朗而追随并侍奉他。
弓弦叶（ゆづるは）
声 - 河原木志穂
为支援刀工村正的祈願成就的稲荷明神的使者，为鬼助提供路途帮助。
虎姬（とらひめ）
声 - 川澄綾子
美浓国鸣神藩主，镜见明良的长女，百姬的姐姐，守护家传村正妖刀狗头龙的巫女。将军德川纲吉忌讳狗头龙的力量，派遣柳生雪之丞用计捣平鸣神藩抢夺妖刀狗头龙，虎姬因此丧命，但其对守护妖刀的执念说服阿彌陀如來让她的魂魄残留于世七七四十九天，来完成重新封印妖刀狗头龙的使命。
柳生雪之丞（やぎゅう ゆきのじょう）
声 - 速水奨
辅佐将军的柳生家三男，使用「柳生新陰流」剑技。受德川纲吉之命用计改易鸣神藩，表面上是和鸣神藩和亲，实则为抢夺妖刀狗头龙。
乱戒（らんかい）
声 - 間宮康弘
真言蓮華宗的僧正，曾经被称为劍術天才，尾張的獅子，本名武惡小五郎太，因比武落败失去一切，皈依佛门后还仍然异常憎恨陣九朗。
千子村正（せんじむらまさ）
声 - 小川真司
室町時代伊勢桑名的传说中的刀匠。因對妖刀有著强烈的執念，因此徘徊在陰陽的狹縫間，受著業報永世打刀不止。

### 其他角色
小夜（さよ）
声 - 井口裕香
身为山伏的少女，在各个灵山中来往修行，可以用螺号操控乌鸦，用符咒和炎扇来降服妖怪。
青坊主
故事开始时，乱戒等众僧派出打算对付阵九朗的妖怪，看上去是身躯巨大的青面独眼和尚。
雷神
阵九朗在伊势登天道上遇到的神明，和风神一同行动。强气且冲动，主动出击为把阵九朗阻止在天门之外。看上去是身材强健的女性，双手各持一柄雷锤。
风神
阵九朗在伊势登天道上遇到的神明，和雷神一同行动。和蔼且调皮，觉得雷神和阵九朗玩的很开心。看上去是身材十分瘦弱的年幼男性，但也拥有十分可怕的神力。
一本踏鞴
飞弹山中的野猪变的妖怪。本名豬笹王，以前住在吉野的伯母峰，後來因為襲擊人類而被和尚趕了出來，在飞弹发现灵泉后留了下来。
轮入道
在吉原徘徊的恶鬼，专吃女性的灵魂。
鵺
附身在颦弹正身上的妖怪，依靠它的力量使得原本代代辅佐镜见家的颦弹正愿意成为柳生雪之丞改易鸣神藩的内应。
德川纲吉
忌讳村正的力量，派遣柳生雪之丞杀害镜见一家并夺取妖刀的幕后主谋，但拿到狗头龙之后就立刻被附身，成为狗头龙的傀儡。
狗头龙
附身在妖刀狗头龙上的犬神，想要夺回曾经神明般强大力量和神格。因其内心邪恶且力量强大，持有者往往会被其控制而走火入魔。
不动明王
金刚山的真神。有制多迦童子和矜羯羅童子两名护法。

## 元禄怪奇谭
PSV版新追加独立贩卖的DLC，总标题为《元禄怪奇譚》，内容为4名新主人公的4个崭新的短篇故事，将会在Playstation Store中自2013年11月7日开始逐一贩卖，每篇定价为500日元。
DLC追加了新的人物同时还有更多新的系统，包括全新的装备锻炼和角色特点，除了DLC中加入的新怪物，还能和本篇中的关卡BOSS“亲玉”进行对战。

### 津奈缶猫魔稿
第一弹放出的短篇故事，通称《化猫篇》，主角为化猫“三毛”，2013年11月7日发布。
三毛（みけ）
声 - 日高里菜
主人公，阿恋养的家猫。
阿恋（おこい）
声 - 日高里菜
三河国綱釜藩人，犬飼剣持的女兒。
清次郎（せいじろう）
声 - 松岡禎丞
阿恋的弟弟。

### 大根义民一揆
通称《一揆篇》，主人公为權兵衛，其他角色为茂平次，田吾作和幽灵のお妙，2014年1月16日发布。
権兵衛（ごんべえ）
声 - 浅沼晋太郎
主人公，信濃国大根藩芋畑村的百姓。
お妙（おたえ）
声 - 藤田咲
権兵衛的妻子。
田吾作（たごさく）
声 - 荻野晴朗
芋畑村的百姓，権兵衛的童年好友。
茂平次（もへじ）
声 - かぬか光明
芋畑村的百姓。

### 七夜崇妖魔忍传
通称《白蛇篇》，主人公为忍者嵐丸，其他角色为白蛇の精，2014年7月10日发布。
嵐丸（あらしまる）
声 - 逢坂良太
主人公，伊賀的忍者。
白蛇（しろへび）
声 - 日笠陽子
神社供奉的白蛇。

### 角隐女地狱
通称《鬼娘篇》，主人公为阎魔王の末娘 羅邪鬼，其他角色为清吉，原定于2014年8月28日发布，后延期至同年的11月20日。
羅邪鬼（らじゃき）
声 - 渡辺久美子
主人公，閻魔大王的小女兒。
清吉（せいきち）
声 - 杉山紀彰
和尚，愛好女色而從寺廟中逃出。

## 开发轶闻
原先设计中游戏的名称为《胧村正妖刀传》，在游戏的发售前夕被缩短成《胧村正》。在整个企划刚开始的时候，《胧村正》被开发组内部作为《公主皇冠3》来开发，如同之前的《奥丁领域》被当作《公主皇冠2》开发一样。制作人神谷盛治声称想要制作一款氛围类似《影子传说》和《源平讨魔传》的游戏。